# Dreiangelbach
Der Dreiangelbach ist ein 1,4 Kilometer langer rechter Zufluss der Andlau im französischen Département Bas-Rhin (Region Grand Est). Er wird auch als Quellbach der Andlau angesehen.

## Verlauf
Die Dreiangelbach entspringt in den Mittelvogesen auf einer Höhe von 1040 m am Osthang des Champ du Feu im Forêt Domaniale du Hohewald-Zundelkopf. Er fließt zunächst in östlicher Richtung. Nach der Unterquerung der Route Forestière la Chaume des Veaux wechselt seine Richtung nach Nordosten und er mündet auf einer Höhe von etwa 820 m am Nordwesthang des Zundelkopfs (882 m), westlich von Neumelkerei in die Andlau.